# Semiothisa isabelae
Semiothisa isabelae là một loài bướm đêm trong họ Geometridae.